# Alexander Thom
Alexander Thom (* 26. März 1894 in Carradale Mains, Argyll, Schottland; † 7. November 1985 in Fort William, Schottland) war ein schottischer Ingenieurswissenschaftler und Amateurarchäologe (Archäoastronomie).

## Leben
Er studierte an der University of Glasgow, wo er auch von 1922 bis 1939 Lehrbeauftragter war. Von 1945 bis 1961 war er Professor für Ingenieurwesen in Oxford. Seit 1934 interessierte er sich für prähistorische Steinkreise.
Bekannt wurde er durch seine Theorie eines „megalithischen Yards“, dessen Länge nach seiner Vermutung der Konstruktion vieler Megalithbauten zugrunde liegt und das sich seit der Jungsteinzeit in Europa verbreitet habe. Aus der Vermessung zahlreicher britischer Megalithbauten extrahierte Alexander Thom eine Maßeinheit von 82,9 Zentimetern. Seine Erkenntnisse wurden 1955 im Artikel A statistical examination of megalithic sites in Britain in der Zeitschrift Journal of the Royal Statistical Society publiziert. Zwei weitere Aufsätze aus 1962 und 1964, die er nach seiner Pensionierung in derselben Zeitschrift veröffentlichte, erregten großes Aufsehen und machten seine Forschungen international bekannt.
Neben der Metrologie erarbeitete Thom eine Typologie der megalithischen Steinkreise. Er klassifizierte sie in sechs Typen: echte Kreise, Ellipsen, zwei Arten von eiförmigen Kreisen und zwei Arten von abgeflachten Kreisen. Darüber hinaus entwickelte er eine Theorie über den sogenannten megalithischen Kalender.

## Kritik
Thoms Theorien stießen in der archäologischen Fachwelt auf Widerspruch, wurden aber von Teilen der New-Age-Bewegung der 1960er und 1970er Jahre begeistert aufgenommen. Ähnlich wie Gerald Hawkins Interpretation von Stonehenge als „astronomischer Computer“ wurden seine Ideen mit dem vermeintlich verlorenen Wissen untergegangener Kulturen in Verbindung gebracht. Thom selbst bedauerte dies, da seine Arbeit dadurch in den Ruf der Pseudowissenschaft kam.
Die astronomische Ausrichtung vieler megalithischer Steinkreise wird auch heutzutage kaum angezweifelt. Thoms Theorie eines „megalithischen Yards“ ist wissenschaftlich jedoch nicht anerkannt und nach wie vor umstritten. Kritisiert wurde er besonders in den 1980er Jahren von Forscherkollegen, die ihm systematische und methodische Mängel vorwarfen. Heute gelten seine Hypothesen in der britischen Megalithenforschung als diskreditiert und werden nicht mehr diskutiert. Ansätze für eine Renaissance seiner Ideen sehen manche in den USA, wo Thoms Arbeiten seit Anbeginn auf positivere Resonanz stießen als in Europa.

## Buchveröffentlichungen
- Alexander Thom: Megalithic Sites in Britain. Clarendon Press, Oxford 1967, 1976, 1979. ISBN 0-19-813148-8
- Alexander Thom: Megalithic Lunar Observatories. Clarendon Press, Oxford  1971, 1978. ISBN 0-19-858132-7